# Drosera capillaris
Drosera capillaris är en sileshårsväxtart som beskrevs av Jean Louis Marie Poiret. Drosera capillaris ingår i släktet sileshår, och familjen sileshårsväxter.
Artens utbredningsområde är:
- Alabama.
- Brazilia Distrito Federal.
- Goiás (Brasilien).
- Mato Grosso do Sul (Brasilien).
- Mato Grosso (Brasilien).
- Alagoas (Brasilien).
- Bahia (Brasilien).
- Fernando de Noronha (Brasilien).
- Maranhao (Brasilien).
- Pernambuco (Brasilien).
- Rio Grande do Norte (Brasilien).
- Sergipe (Brasilien).
- Espirito Santo (Brasilien).
- Minas Gerais (Brasilien).
- Rio de Janeiro (Brasilien).
- São Paulo (Brasilien).
- Trindade (Brasilien).
- Acre (Brasilien).
- Amazonas (Brasilien).
- Amapá (Brasilien).
- Pará (Brasilien).
- Roraima (Brasilien).
- Rondônia (Brasilien).
- Tocantins (Brasilien).
- Paraná (Brasilien).
- Rio Grande do Sul (Brasilien).
- Santa Catarina (Brasilien).
- Colombia.
- Costa Rica.
- Kuba.
- Florida.
- Franska Guyana.
- Guyana.
- Louisiana.
- Mississippi.
- Mexico Distrito Federal.
- Morelos (Mexiko).
- Puebla (Mexiko).
- Tlaxcala (Mexiko).
- Aguascalientes (Mexiko).
- Coahuila (Mexiko).
- Chihuahua (Mexiko).
- Durango (Mexiko).
- Guanajuato (Mexiko).
- Hidalgo (Mexiko).
- Nuevo León (Mexiko).
- Tamaulipas (Mexiko).
- Zacatecas (Mexiko).
- Veracruz (Mexiko).
- Guadalupeön (Mexiko).
- Rocas Alijos (Mexiko).
- Revillagigedoöarna (Mexiko).
- Baja California (Mexiko).
- Baja California Sur (Mexiko).
- Sinaloa (Mexiko).
- Sonora (Mexiko).
- Colima (Mexiko).
- Guerrero (Mexiko).
- Jalisco (Mexiko).
- Nayarit (Mexiko).
- Oaxaca (Mexiko).
- Campeche (Mexiko).
- Chiapas (Mexiko).
- Quintana Roo (Mexiko).
- Tabasco (Mexiko).
- North Carolina.
- South Carolina.
- Tennessee.
- Texas.
- Venezuela.

Inga underarter finns listade i Catalogue of Life.

## Bildgalleri

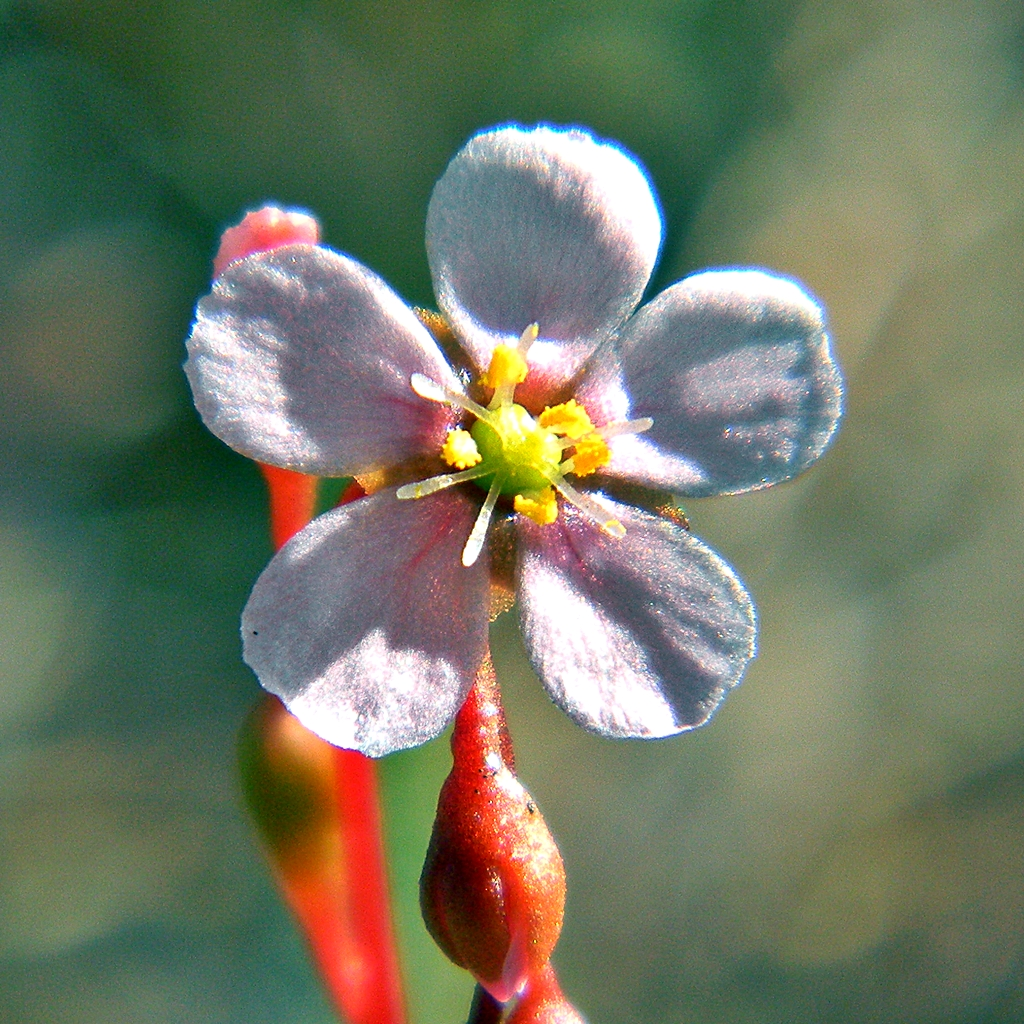
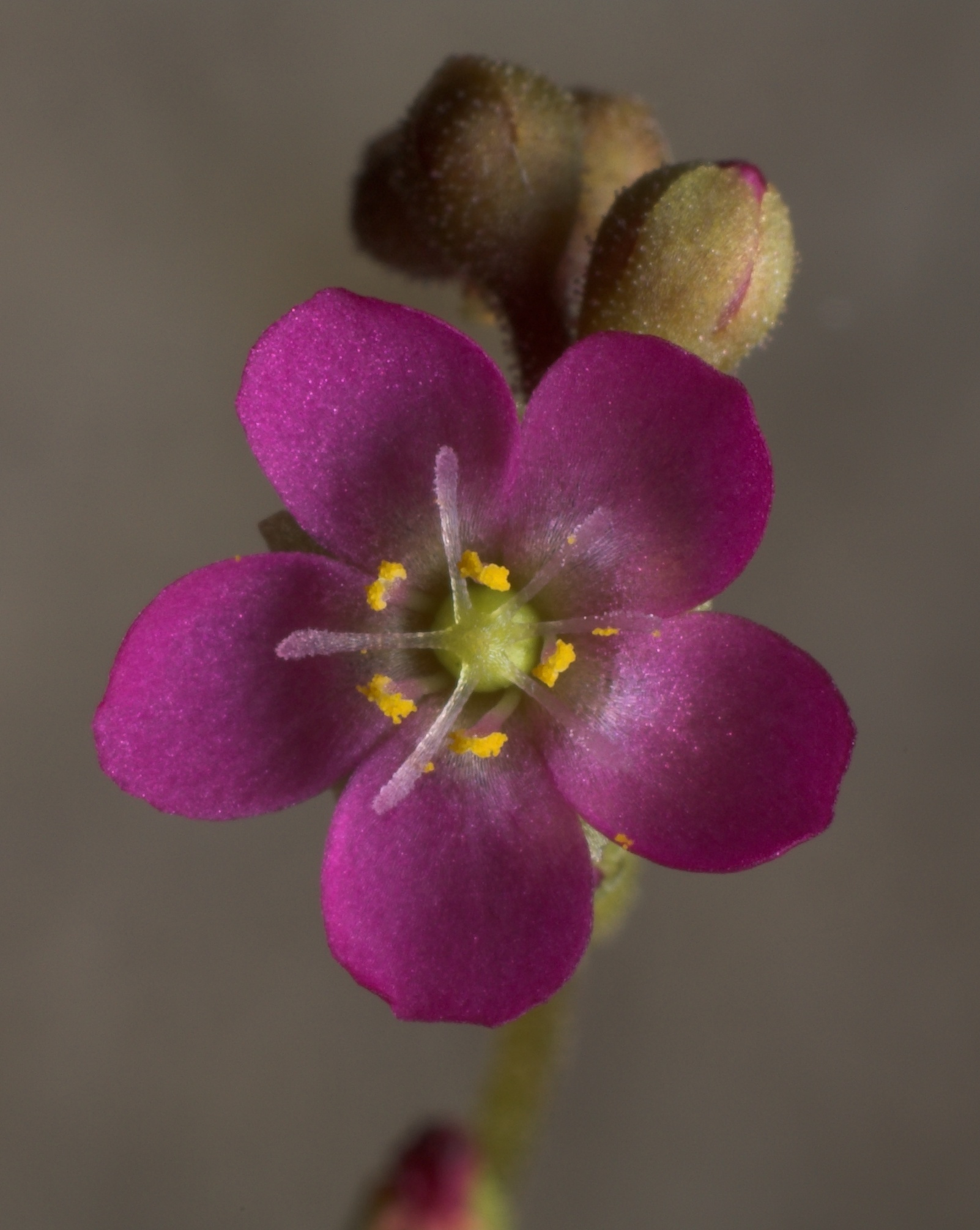
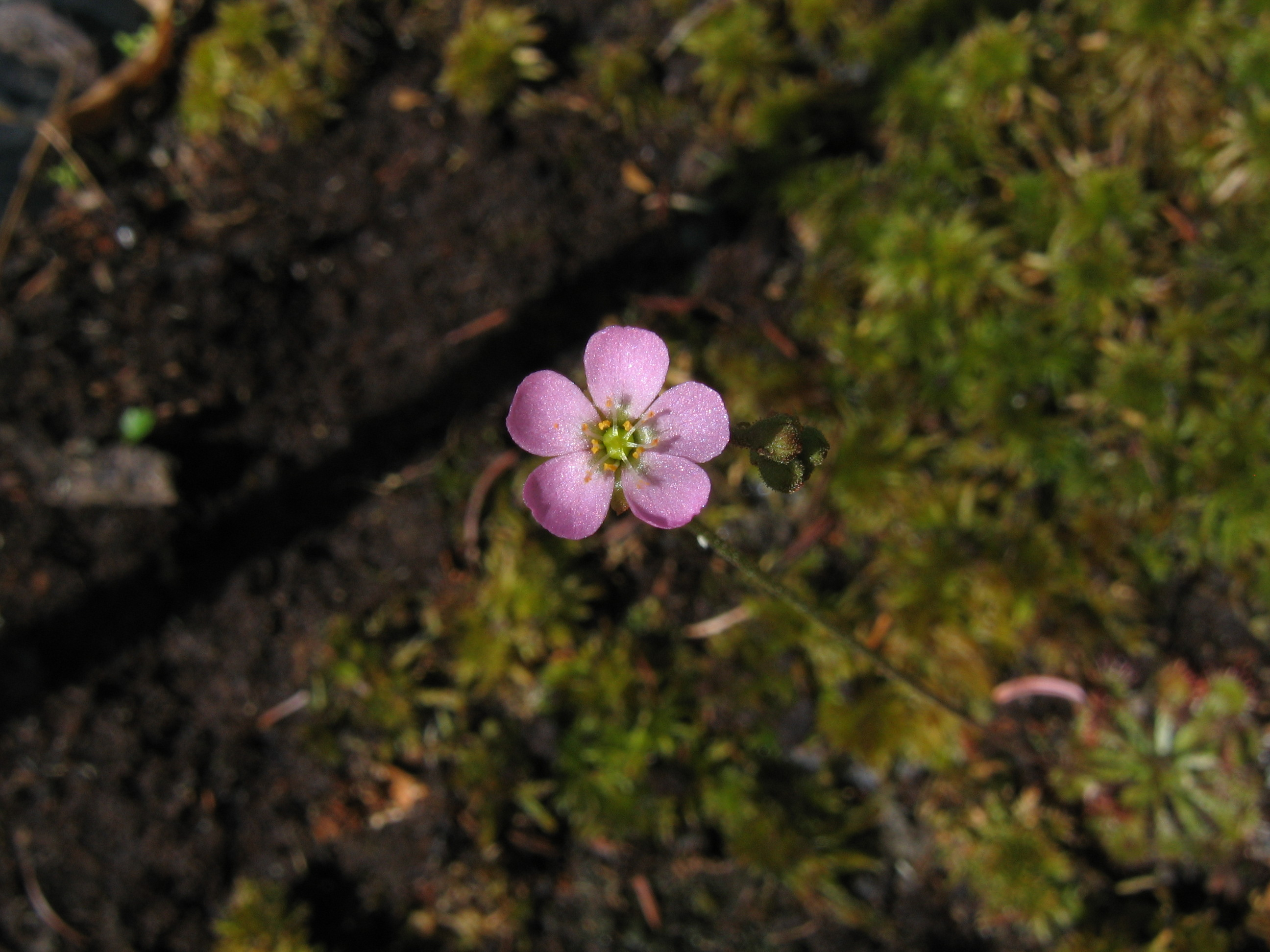
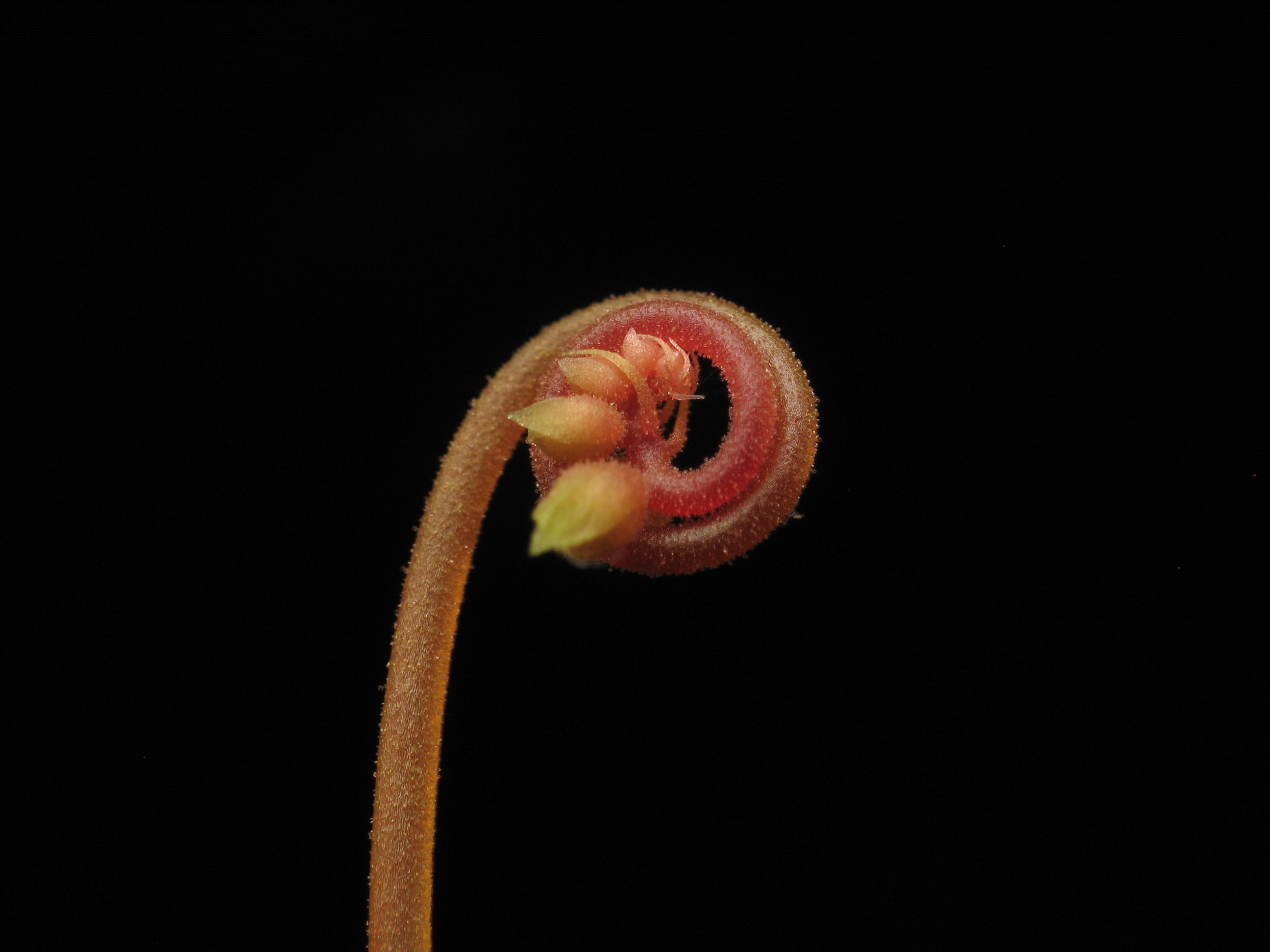
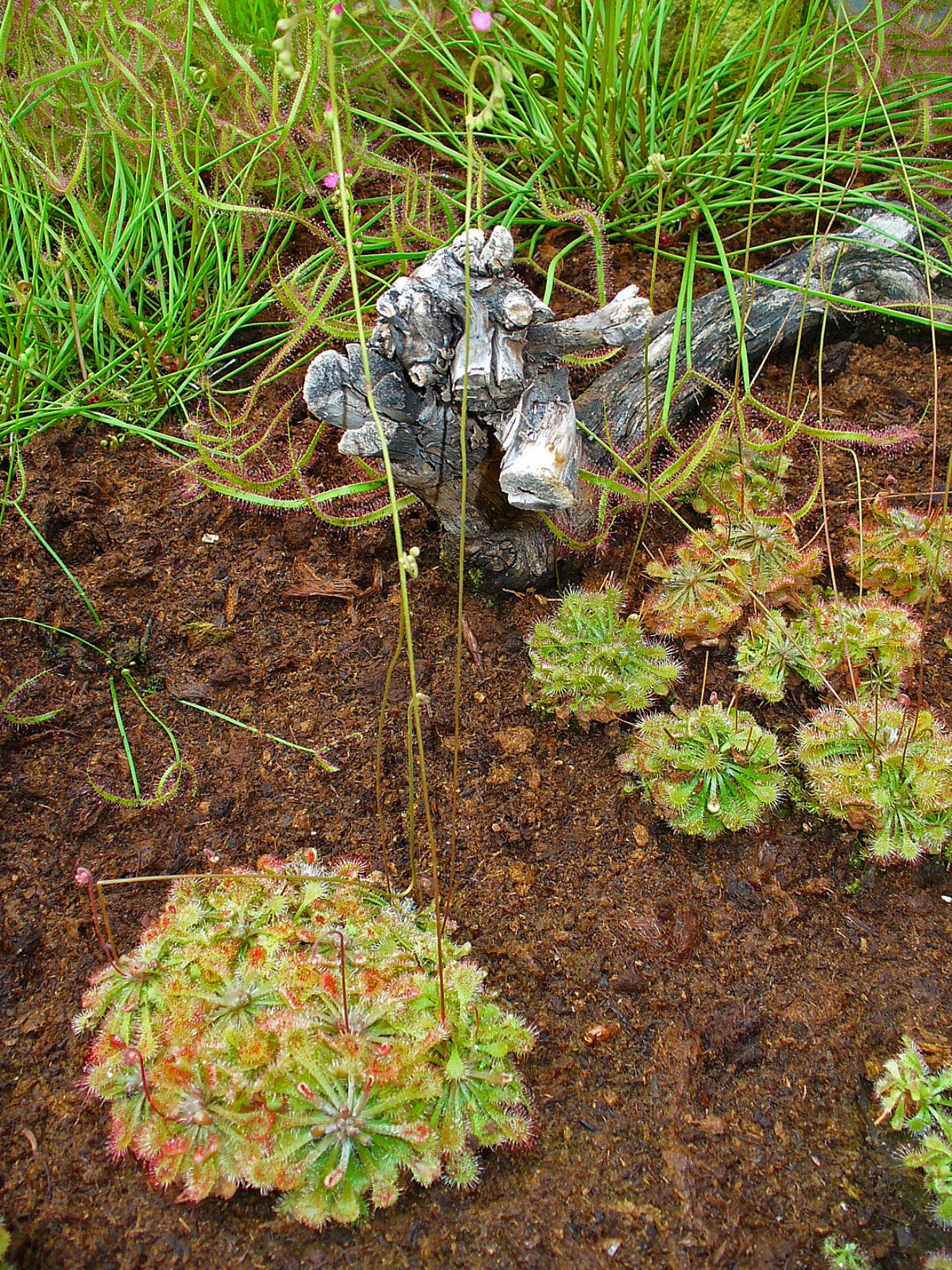
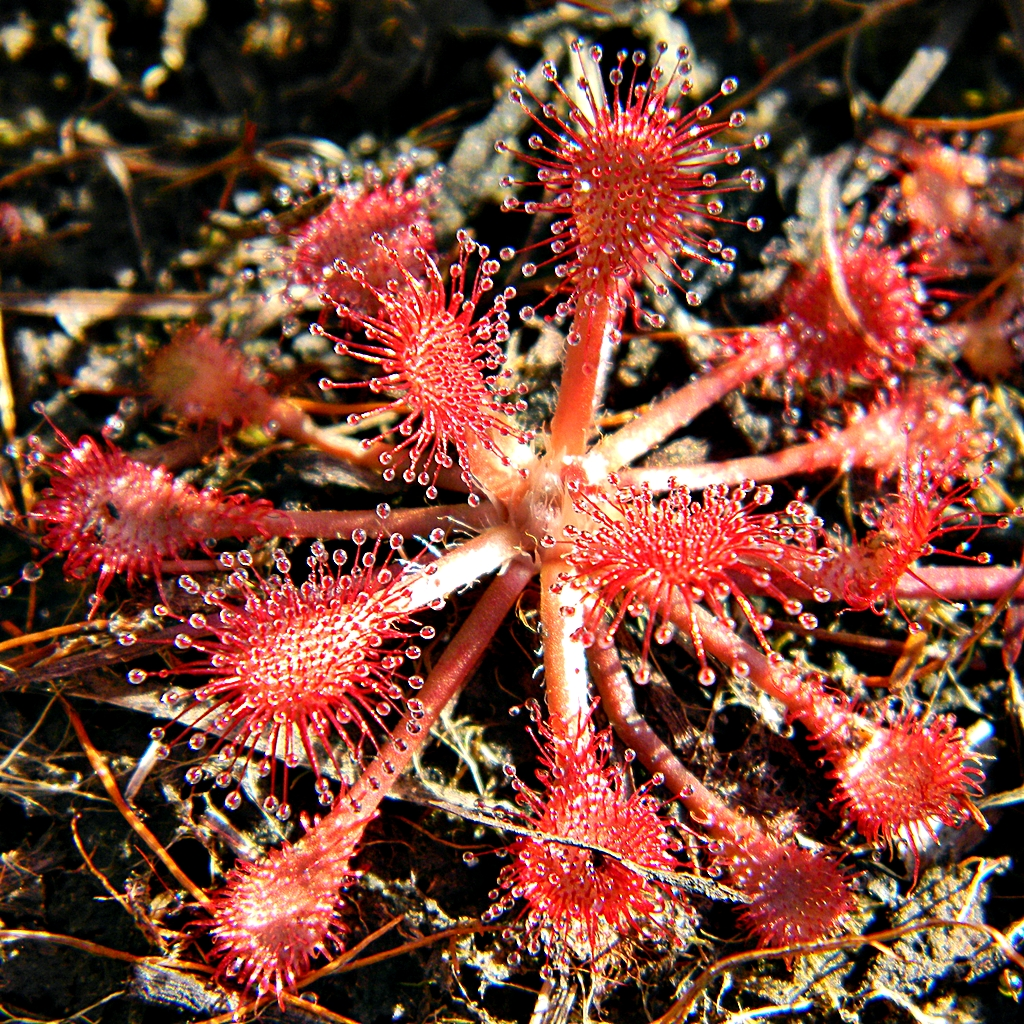